# Петров, Владимир Александрович
Влади́мир Алекса́ндрович Петро́в (15 января 1913, Казань — 13 сентября 1976, Ставрополь) — командир взвода телеграфно-кабельной роты 954-го отдельного батальона связи 115-го стрелкового корпуса 59-й армии 1-го Украинского фронта, лейтенант, Герой Советского Союза.

## Биография
Родился 15 января 1913 года в семье служащего. Русский.
Окончил Ленинградский электротехнический институт в 1940 году. Работал инженером-электриком на заводе.
В Красной Армии с 1942 года.
Окончил курсы младших лейтенантов в 1942 году.
На фронтах Великой Отечественной войны с октября 1942 года.
Командир взвода лейтенант Петров в районе деревни Ферендорф (Германия) 30 января 1945 года под огнём противника вместе с пехотой преодолел реку Одер и обеспечил связь командира дивизии с командиром корпуса. В ходе трёхдневных боёв неоднократно устранял повреждения на линии, которая проходила в непосредственной близости с гитлеровскими позициями. Во время вылазок разведал расположение минных полей и проходов в них, добыл другие ценные разведывательные данные.
Указом Президиума Верховного Совета СССР от 27 июня 1945 года за мужество, отвагу и героизм, проявленные в борьбе с немецко-фашистскими захватчиками, лейтенанту Петрову Владимиру Александровичу присвоено звание Героя Советского Союза с вручением ордена Ленина и медали «Золотая Звезда» (№ 8769).
С 1946 года лейтенант В. А. Петров — в запасе.
Жил в городе Ставрополь.
Работал начальником радиоузла.
С 1955 года — основатель и первый директор Ставропольского техникума связи.
Умер 13 сентября 1976 года.
Похоронен на Сажевом кладбище в Ставрополе.

## Память
- Имя В. А. Петрова носит Ставропольский техникум связи.